# Drosanthemum subplanum
Drosanthemum subplanum är en isörtsväxtart som beskrevs av L. Bol. Drosanthemum subplanum ingår i släktet Drosanthemum och familjen isörtsväxter. Inga underarter finns listade i Catalogue of Life.